# Enzymatická esej

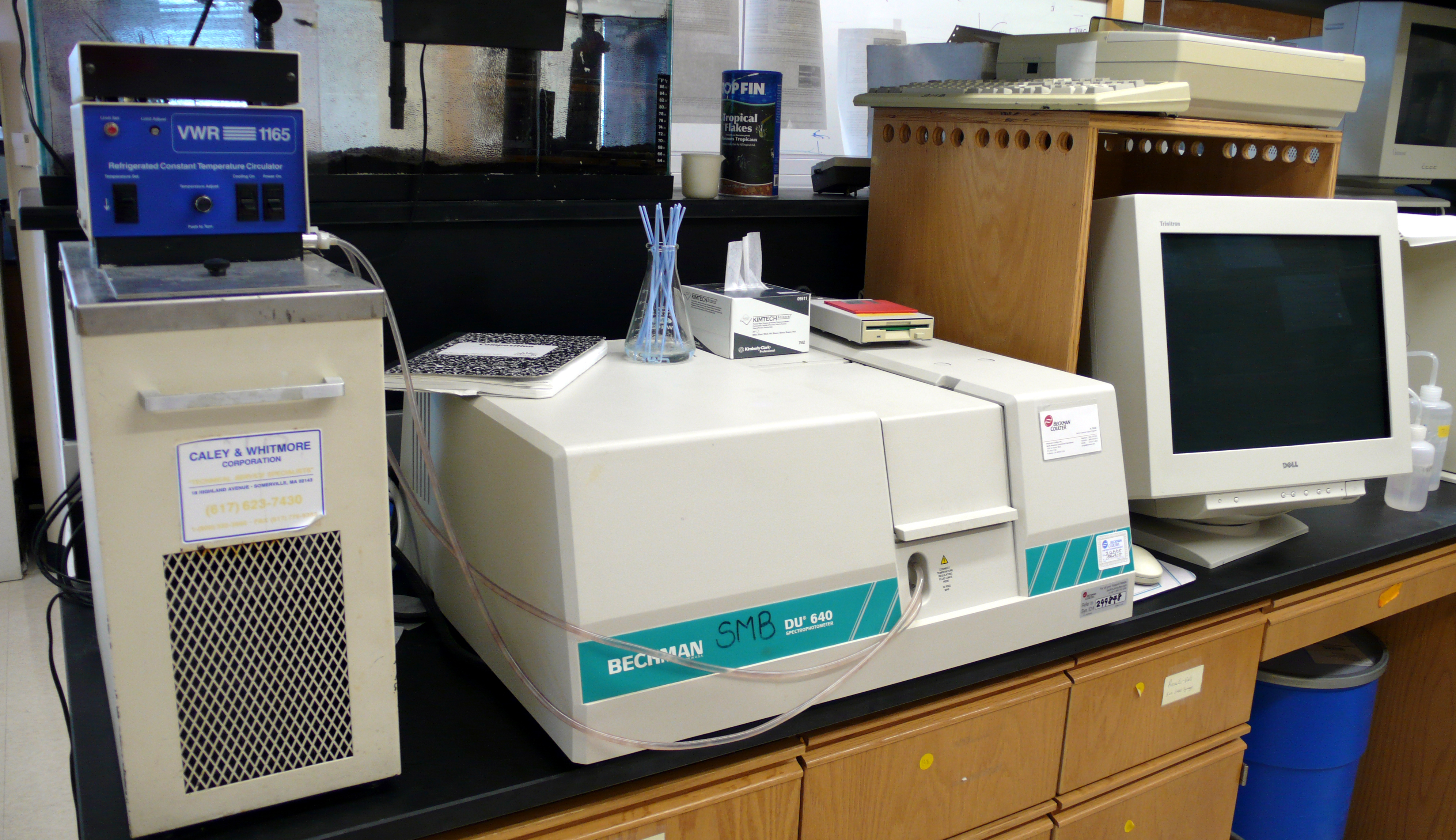
Beckman DU640 UV/Vis spektrofotometer

Enzymatická esej je laboratorní metoda stanovení enzymatické aktivity. Účelem takového stanovení je měření kinetiky enzymatické aktivity a enzymatické inhibice. Měří se buď spotřeba substrátu nebo produkce produktu za jednotku času. Nejčastější metody jsou měření počátečních hodnot, výpočet sklonu křivky, relaxace a transietní kinetiky.